# William Aloysius O’Connor
William Aloysius O’Connor (* 27. Dezember 1903 in Chicago, USA; † 14. November 1983) war ein US-amerikanischer Geistlicher und römisch-katholischer Bischof von Springfield in Illinois.

## Leben
William Aloysius O’Connor empfing am 24. September 1927 durch George Kardinal Mundelein das Sakrament der Priesterweihe für das Erzbistum Chicago.
Am 17. Dezember 1948 ernannte ihn Papst Pius XII. zum Bischof von Springfield in Illinois. Der Erzbischof von Chicago, Samuel Kardinal Stritch, spendete ihm am 7. März 1949 die Bischofsweihe; Mitkonsekratoren waren der Bischof von Rockford, John Joseph Boylan, und der Bischof von Belleville, Albert Rudolph Zuroweste.
Er nahm an allen vier Sitzungsperioden des Zweiten Vatikanischen Konzils als Konzilsvater teil.
Am 22. Juli 1975 trat William Aloysius O’Connor als Bischof von Springfield in Illinois zurück.